# Звёздные талеры

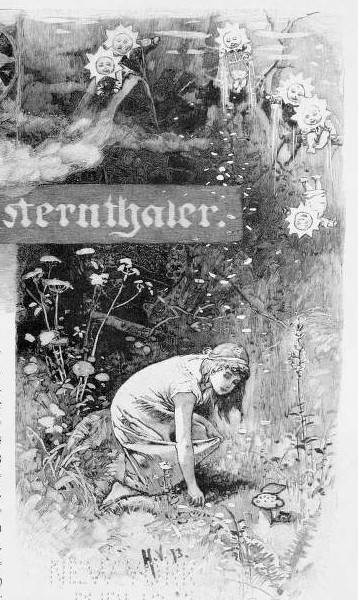
«Звёздные талеры» (иллюстрация Германа Фогеля)

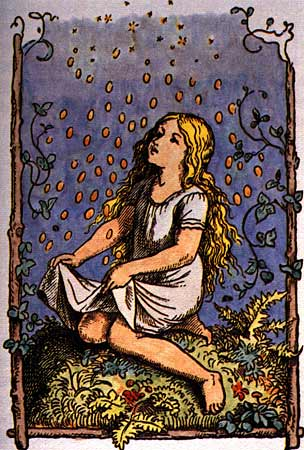
«Звёздные талеры» (иллюстрация Людвига Рихтера, 1862)

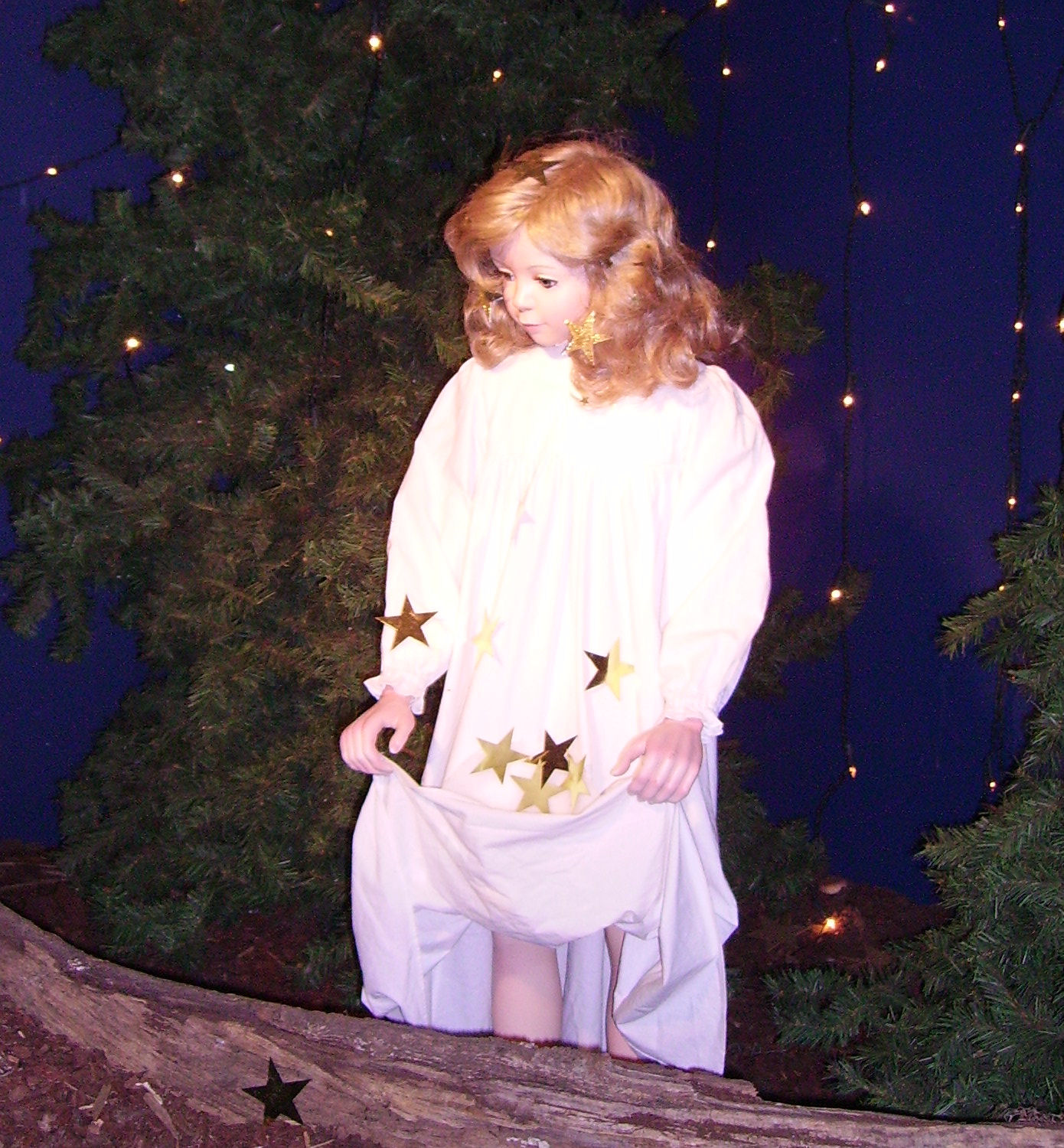
В «Сказочном саду» Людвигсбурга

«Звёздные талеры» (нем. Die Sterntaler) — сказка братьев Гримм, представляющая собой короткую легенду о бедной девочке-сироте, которая за свою доброту и богобоязненность получила награду с небес. По системе классификации сказочных сюжетов Aарне-Томпсона, имеет номер 779: «Божественные поощрения и наказания».

## Сюжет
Бедная девочка-сирота, у которой имеется лишь кусок хлеба, который ей подали добрые люди, отправилась в поле с надеждой на одного Бога. По пути ей поочерёдно встречаются другие нуждающиеся, голодные и мёрзнущие: бедняк и маленькие дети, которым она отдаёт свой хлеб, шапочку, жилетку, платье и блузку.
И вот, когда у девочки уже больше ничего нет, и осталась она одна в ночном лесу, с неба стали падать звёздочки, которые касаясь земли, обращались в серебряные талеры. А девочка вдруг очутилась в новой сорочке из тонкого льна, в которую она и собрала монеты. Собранного той ночью хватило, чтобы безбедно прожить всю жизнь.

## Происхождение и варианты сюжета
В рукописи Якоба Гримма 1810 года есть короткая запись легенды «Бедная девочка», в примечании братьев Гримм 1812 года упоминается роман Жана Поля «Die unsichtbare Loge» (1793) и новелла Ахима фон Арнима «Три добрых сестрицы и счастливый красильщик» (1812). Версия сказки, записанная братьями Гримм, вероятно, вдохновлена похожим фрагментом-вставкой в романе Жана Поля.
Фридрих II (ландграф Гессен-Касселя) (1720—1785) ввёл в обращение так называемые «звёздные пфенниги» — медные монеты, на которых можно было увидеть звезду. Вероятно это также могло повлиять на выбор братьями Гримм названия сказки.
В драме «Войцек» (1837) немецкого драматурга Георга Бюхнера бабушка рассказывает похожую, но очень пессимистичную и нигилистически окрашенную сказку. В ней девочка поочерёдно путешествует к Солнцу, Луне и звёздам, однако вместо чудесных открытий та обнаруживает, что светила представляют собой гнилой кусок дерева, увядший подсолнух и наколотых на булавки комаров, соответственно. В итоге девочка остаётся в одиночестве на скале.

## Исторические данные
«Второе Германское телевидение» («ZDF») посвятило сказке «Звёздные талеры» третью часть документального фильма «Märchen und Sagen — Botschaften aus der Wirklichkeit» («Сказки и легенды — послания из реальности») (впервые вышел в эфир 23 октября 2005, 19ч:30м). В фильме описываются находки кельтских золотых монет, известных как «Regenbogenschüsselchen», которые рассматриваются как ядро предания о «звёздных талерах»: в южно-германских землях в результате пахоты, эти монеты оказывались близко к поверхности, а дожди промывали их, делая заметными для человека. Неожиданные ценные находки, в свою очередь, вдохновляли рассказчиков.

## Интерпретации
Во многих случаях, эта сказка братьев Гримм понимается как аллегория образцового христианина, который умеет сопереживать, милосерден и великодушно щедр к нуждающимся людям, даже ценой собственного благополучия, вплоть до того, что он сам остаётся без пищи и одежды. Эта «внутренняя установка», воплощённая в жизнь, обильно вознаграждается в «небесной валюте» и «невидимым прекрасным нарядом» души в «вечности» (хотя и не в земной жизни). Эта сказка очень хорошо подходила для рассказов детям в святки и на Рождество, напоминая о том, что надо в первую очередь позаботиться о ближних, находящихся в нужде, а уже потом — о собственных потребностях.
Фридель Ленц предложил антропософскую интерпретацию шапочки, жилетки и юбки. Это мышление, чувствование и желание, соответственно. Последняя блузка — есть жизненная сила или бессознательное. Полученная же лучшая одежда — это интеллектуальное совершенство, а золото — внутреннее богатство.

## Культурное влияние
Согласно социологическому опросу, проведённому Институтом демоскопии (город Алленсбах) в 1959 году, половина опрошенных немцев назвала эту историю в числе самых известных. По мотивам сказки братьев Гримм в 1992—1999 годы в Германии была оформлена оборотная сторона самой крупной банкноты в 1000 немецких марок (на лицевой стороне был портрет братьев Гримм), также выпускались тематические почтовые марки.

Серия почтовых марок ФРГ 1959 года
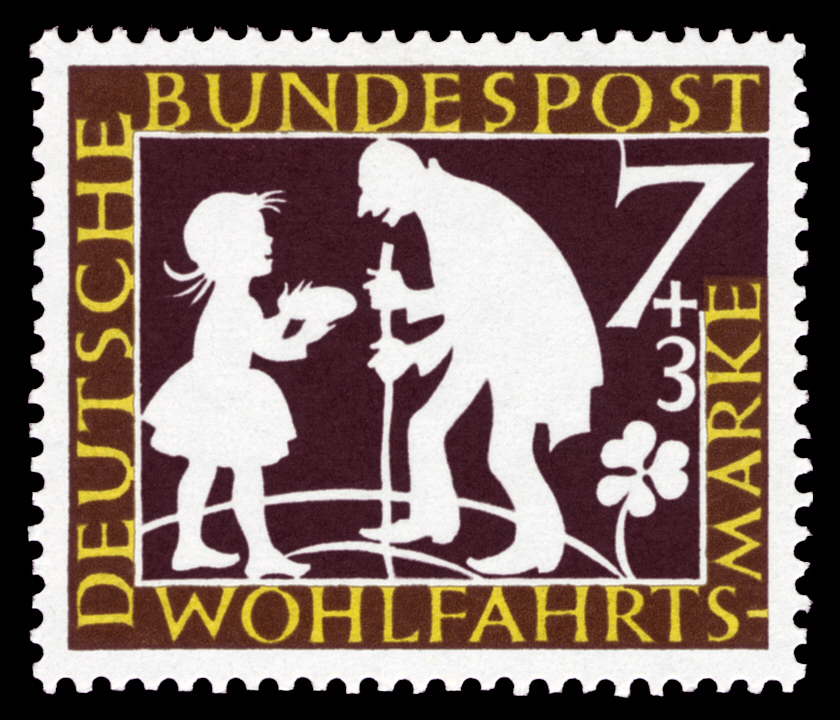
Девочка жертвует хлеб бедняку
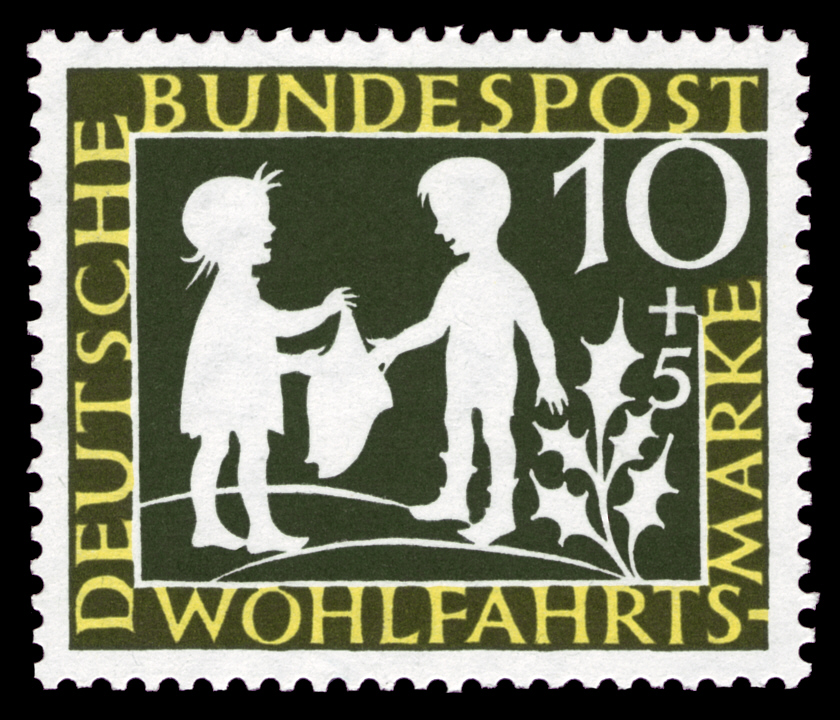
Девочка отдаёт ребёнку свою телогрейку
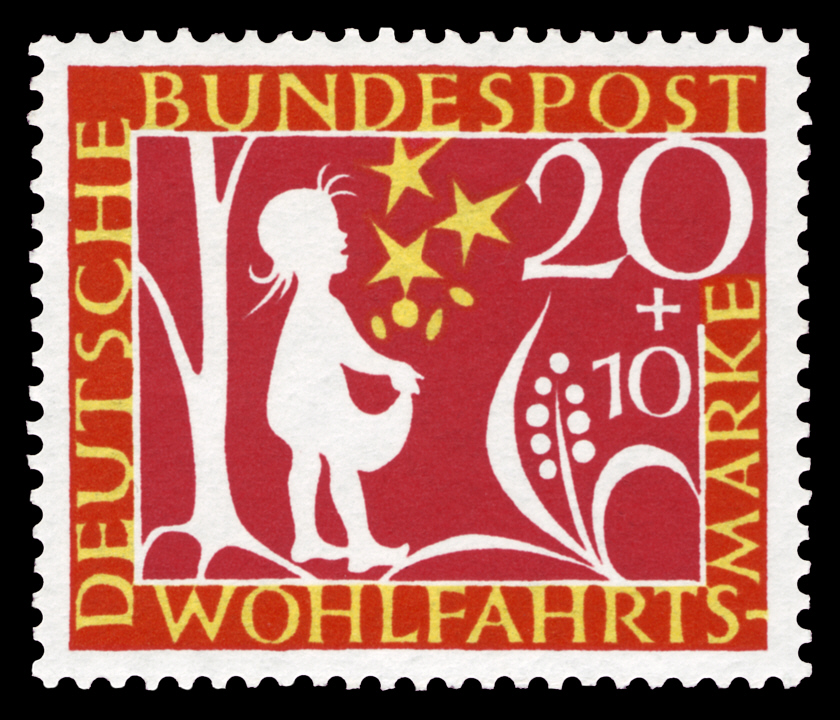
Девочка собирает монеты